# Maria Luiza Silveira de Carvalho
Maria Luiza Silveira de Carvalho (1982) es una bióloga, taxónoma, botánica, agrostóloga, curadora, y profesora brasileña.

## Biografía
En 2004, obtuvo la licenciatura en ciencias biológicas por la Universidad Estatal Paulista (UNESP); un máster en ciencias biológicas supervisado por el Dr. Marco Antônio de Assis (1967) defendiendo la tesis "Estudos taxonômicos em Mayacaceae Kunth", por la misma casa de altos estudios (2007) y el doctorado en botánica por la Universidad Estadual de Feira de Santana, Bahía (UEFS) (2013). Para esos estudios, fue becaria del Consejo Nacional de Desarrollo Científico y Tecnológico, CNPq, Brasil. Actualmente es estudiante de postdoctorado en el programa de Genética y Biodiversidad de la Universidad Federal de Bahía, en Salvador (UFBA), y allí, desde 2014 es profesora, y pesquisadora, desde 2012 en la Universidad Estadual Paulista Júlio de Mesquita Filho.
Tiene experiencia en sistemática vegetal, taxonomía de monocotiledóneas y opera principalmente en las siguientes áreas: florística, taxonomía de monocotiledóneas, anatomía, filogenia, genética de poblaciones y biosistemática de bambúes herbáceos.

## Algunas publicaciones
- CARVALHO, M.L.S.; OLIVEIRA, R. P. 2014. Proposal to conserve the name Piresia against Reitzia (Poaceae, Bambusoideae). Taxon 63: 190-191

- CARVALHO, M.L.S.; QUEIROZ, L. P. 2014. Philcoxia tuberosa (Plantaginaceae), a new species from Bahia, Brazil. Neodiversity 7: 14-20

- CARVALHO, M. L. S.; LIMA, C. T.; OLIVEIRA, R. P.; GIULIETTI, A M. 2014. Flora da Bahia: Typhaceae. Sitientibus serie Ciencias Biológicas (SCB) 14: 1-4

- CARVALHO, Maria L. S.; DÓREA, M. C.; PIMENTA, Karena M.; de OLIVEIRA, Reyjane P. 2012. Piresia palmula: a New Species of Herbaceous Bamboo (Poaceae, Olyreae) Endemic to the Atlantic Rainforest, Southern Bahia, Brazil. Systematic Botany 37: 134-138

- CARVALHO, M. L. S.; GIULIETTI, A. M.; WANDERLEY, M. G. L. 2011. Checklist of Spermatophyta of the São Paulo State, Brazil: Mayacaceae. Biota Neotropica (edición en portugués, online) 11: 297

- CARVALHO, M. L. S. 2010. Flora da Bahia - Mayacaceae. Sitientibus. Série Ciências Biológicas 10: 91-96

- CARVALHO, M. L. S.; NAKAMURA, Adriana T.; SAJO, Maria das Graças. 2009. Floral anatomy of Neotropical species of Mayacaceae. Flora (Jena) 204: 220-227

### Libros

#### Capítulos
- MONTEIRO, R. F.; CARVALHO, M.L.S. 2010. Mayacaceae. In: Forzza, R.C.; Baumgratz, J.F.A.; Bicudo, C.E.M.; Carvalho Jr, A.A.; Costa, A.; Costa, D.P.; Hopkins, M.; Lritman, P.M.; Lohman, L.G.; Maia, L.C.; Martinelli, G.; Menezes, M.; Morim, M.P.; Narduz Coelho, M.A.; Peixoto, A.L.; Pirani, J.R.; Prado, J. (orgs.) Catálogo de Plantas e Fungos do Brasil. Río de Janeiro: Instituto de Pesquisas Jardim Botânico do Rio de Janeiro, v. 2, p. 1236

- SOUZA, V. C.; CARVALHO, M.L.S. 2008. Mayacaceae. In: Vinícius Castro Souza; Harri Lorenzi (orgs.) Botânica Sistemática - Guia Ilustrado para identificação das famílias de Fanerógamas nativas e exóticas no Brasil, baseado em APG II. 2ª ed. Nova Odessa: Instituto Plantarum, v. 1, p. 640

### En Congresos
EnAnais 60.º Congresso Brasileiro de Genética, Guarujá, 2014
- CARVALHO, M.L.S.; OLIVEIRA, I. L. C. ; SCHNADELBACH, A. S. ; BERG, C. V. D. ; OLIVEIRA, R. P. Genetic divergence among populations of Piresia Swallen (Poaceae, Olyreae) in eastern Brazil: specific delimitation associated with cryptic diversity and sympatric speciation
- CARVALHO, M. L.; SCHNADELBACH, A. S.; OLIVEIRA, R. P. BIOSYSTEMATICS STUDIES IN PIRESIA SWALLEN (POACEAE: BAMBUSOIDEAE: OLYREAE)

- OLIVEIRA, I. L. C.; CARVALHO, M. L.; SCHNADELBACH, A. S.; OLIVEIRA, R. P. 2013. Estudos de variabilidade genética em populações de Piresia Swallen (Poaceae, Olyreae) da Mata Atlântica do Nordeste do Brasil. In: Anais XVII Simpósio de Iniciação Científica (SEMIC), Feira de Santana
- MAURI, J.; FERNANDES, K. D.; CARVALHO, M. L. S.; NAKAMURA, A. T. 2013. Redução nos verticilos florais de Piresia (Poaceae, Bambusoideae), revelados pela anatomia. In: Anais 64.º Congresso Nacional de Botânica, Belo Horizonte
- OLIVEIRA, I. L. C.; CARVALHO, M. L.; OLIVEIRA, R. P. 2012. Variabilidade e estrutura genética em populações de Piresia sympodica (Döll) Swallen (Poaceae, Olyreae) ocorrentes no Brasil. In: Anais XVI Simpósio de Iniciação Científica (SEMIC), Feira de Santana

- CARVALHO, M. L. S.; MATOS, J. C. G.; BRAZ, M.; OLIVEIRA, R. P.; SCHNADELBACH, A. S. 2012. The potential use of psbA-trnH sequences for Piresia Swallen (Poaceae: Bambusoideae: Olyreae) DNA Barcoding. In: Anais I Simpósio Brasileiro de Identificação Molecular de Espécies, Foz do Iguaçú

- CARVALHO, M. L. S.; OLIVEIRA, I. L. C.; BRAZ, M.; BERG, C. V. D.; OLIVEIRA, R. P.; SCHNADELBACH, A. S. 2012. Phylogenetics Studies on Piresia Swallen (Poaceae: Bambusoideae) based on nuclear and plastidial sequences. In: Anais 58.º Congresso Nacional de Genética, Foz do Iguaçú

- CARVALHO, M. L. S.; DÓREA, M. C.; PIMENTA, K. M.; OLIVEIRA, R. P. 2011. Duas novas espécies de Piresia Swallen (Poaceae: Bambusoideae) endêmicas da Mata Atlântica do Nordeste do Brasil. In: Anais 62.º Congresso Nacional de Botânica, Fortaleza
- CARVALHO, M. L. S.; DÓREA, M. C.; PIMENTA, K. M.; OLIVEIRA, R. P. 2010. Uma nova espécie de Piresia (Poaceae, Bambusoideae, Olyrae) para a Mata Atlântica da Bahia, Brasil. In: Anales X Congreso Latinoamericano de Botánica, La Serena

- CARVALHO, M. L. S. 2009. Flora da Bahia - Mayacaceae. En: Anais 60.º Congresso Nacional de Botânica, Feira de Santana

## Honores

### Membresías[5]
- Sociedad Botánica de Brasil (SBB)[6]
- International Association for Plant Taxonomy (IAPT)
- Sociedade Latinoamericana de Botânica (SLB)
- Conselho Regional de Biologia da V Região (CRBio 5)

### Premios
- 2010: beca da Asociación Latinoamericana de Botánica, Asociación Latinoamericana de Botánica.
- 2007: certificado de Proficienza, Società Italiana Beneficenza Rio Claro
- 2002: First Certificate in English, University of Cambridge